# 菅浜港防波堤灯台
菅浜港防波堤灯台（すがはまこうぼうはていとうだい）は、福井県三方郡美浜町にある菅浜港の防波堤に立つ白亜塔型の小型灯台。

## 歴史
- 1965年（昭和40年）10月25日 初点灯[1]
- 2007年（平成19年）LED灯器III型緑に変更、合わせて電源を太陽電池化[2]

## 周辺情報
- 舟通埼灯台